# 올로모우츠

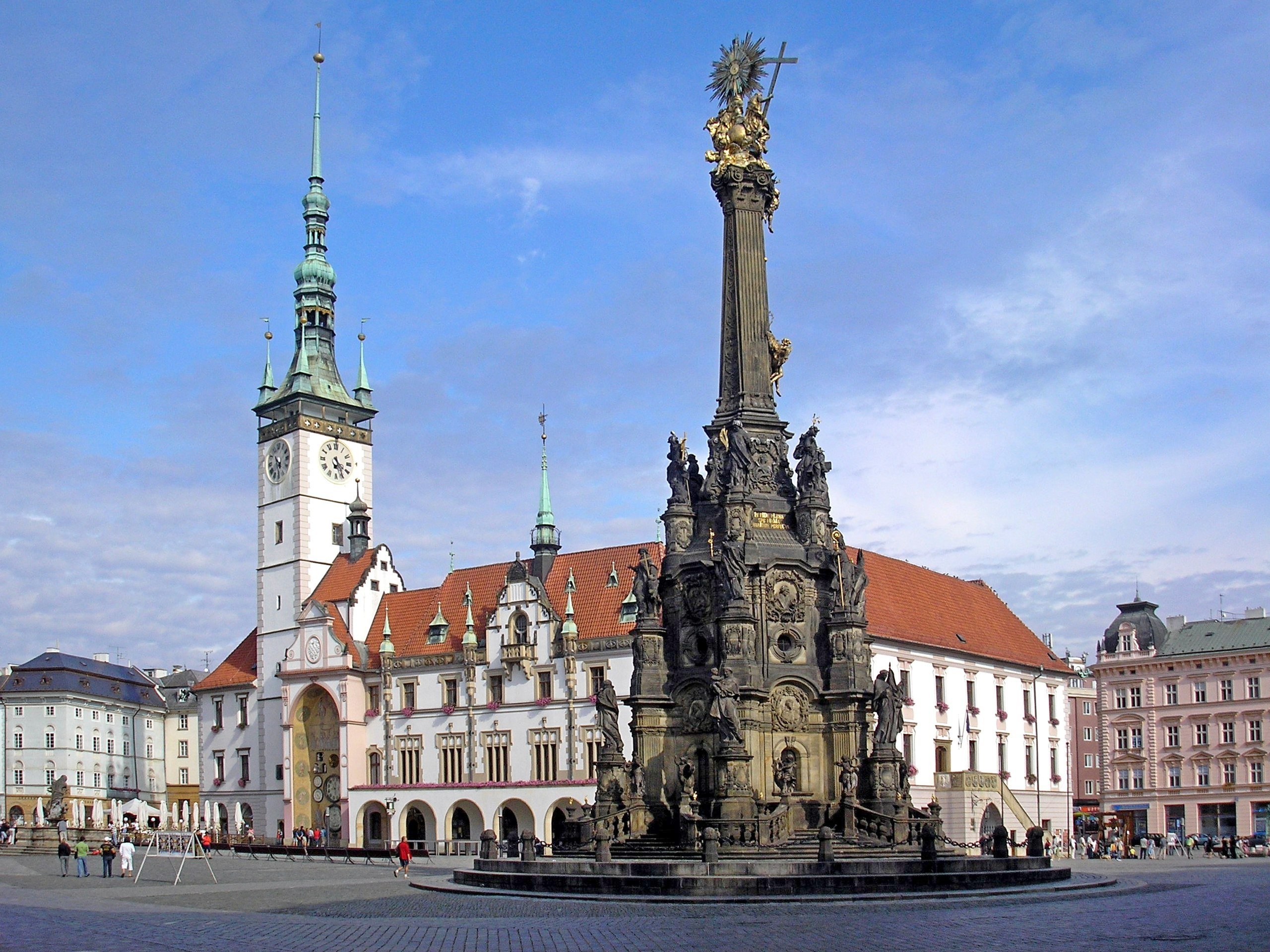
올로모우츠

올로모우츠(체코어: Olomouc, 독일어: Olmütz 올뮈츠[*])는 체코 동부 올로모우츠 주에 있는 도시이다. 인구는 110,381명(2006 기준).
모라바강 연안에 위치한 체코의 중요한 역사 도시이다. 11세기에 처음으로 가톨릭 교구가 설정되었고, 모라바 지방의 중심지가 되었다. 17세기 30년 전쟁으로 피해를 입어 모라바의 중심지는 브르노로 옮겨졌다. 그 후로 오스트리아의 요충지로 요새가 구축되어 1758년 프로이센의 침입을 막아냈다. 1848년, 페르디난트 1세가 이 곳에서 퇴위하고 프란츠 요제프 1세에게 왕위를 넘겨주었고, 1850년 이 곳에서 체결된 협약으로 독일 연방의 기능이 회복되었다.
도시의 중앙 광장에는 성 삼위일체 석주로 불리는 대규모 성인 조각이 있으며, 이는 유네스코 지정 세계문화유산으로 등록되었다. 그 외에도 고딕 양식의 대성당·시청사·요새 등 유서깊은 옛 건물이 많다. 가톨릭 교구는 1777년 대교구로 승격되었으며, 현재 프라하와 함께 대교구로 지정되어 있어 가톨릭의 중심지이다. 대학은 1569년 체코에서 두 번째로 개교하였으며, 19세기에 폐교되었다가 제2차 세계 대전 이후에 재개교했다.

## 인구
| 연도           | 인구    | ±%     |
| -------------- | ------- | ------ |
| 1869           | 30,134  | —      |
| 1880           | 39,440  | +30.9% |
| 1890           | 43,755  | +10.9% |
| 1900           | 52,607  | +20.2% |
| 1910           | 59,852  | +13.8% |
| 1921           | 66,060  | +10.4% |
| 1930           | 77,602  | +17.5% |
| 1950           | 73,714  | −5.0%  |
| 1961           | 80,246  | +8.9%  |
| 1970           | 89,386  | +11.4% |
| 1980           | 99,328  | +11.1% |
| 1991           | 102,786 | +3.5%  |
| 2001           | 102,607 | −0.2%  |
| 2011           | 101,003 | −1.6%  |
| 2021           | 106,063 | +5.0%  |
| 출처: Censuses |         |        |